# Стовба Олександр Іванович
Стовба Олександр Іванович (9 липня 1957 р., м. Дніпропетровськ — 29 березня 1980 р., Серан, провінція Кунар, Демократична Республіка Афганістан) — український російськомовний поет, автор слів до кількох пісень на афганську тематику, учасник Афганської війни (1979—1989), Герой Радянського Союзу (отримав звання посмертно). Лейтенант.

## Життєпис
Народився у Дніпропетровську. Згодом родина переїхала до Дніпродзержинська, де батьки працювали на коксохімічному заводі.
У 1974 році після закінчення 10 класів школи № 20 і невдалої спроби вступити до військового училища працював пожежником.
У 1975 році вступив до Київського вищого військового училища імені Фрунзе. Вчився з відзнаками, одержав погони лейтенанта, служив командиром мотострілецького загону в одній з частин Радянської армії. У 1978 р. був прийнятий до КПРС.
Наприкінці 1979 року в складі «обмеженого контингенту радянських військ» переведений на службу до Демократичної республіки Афганістан. Був командиром мотострілецького загону в складі 66-ї окремої мотострілецької бригади. Навесні 1980 року його загін було оточено біля населеного пункту Серан (провінція Кунар). Отримавши поранення в ногу, лейтенант Стовба залишився прикривати відхід свого підрозділу і загинув. Похований на військовому цвинтарі міста Кам'янське.
Під впливом сотень листів від окремих осіб і цілих колективів до керівних державних органів постановою Президії Верховної Ради СРСР від 11 листопада 1990 року за проявлені при виконанні бойового завдання мужність та героїзм лейтенант Стовба Олександр Іванович був удостоєний ордену Леніна та звання Героя Радянського Союзу посмертно.

## Творчість та літературні нагороди
Вірші Олександра Стовби вперше були надруковані вже після його загибелі. Перша маленька книжечка «Пісня грози сильніша» (в оригіналі російською — «Песня грозы сильней»), була підготована стараннями матері поета і відомого письменника Михайла Селезньова, побачила світ в місцевому видавництві 1981 року. У 1982 році у Москві було надруковано другу книжку, а потім ще декілька. У березні 1984 року Олександра Стовбу посмертно було прийнято у члени Спілки письменників СРСР. У 1987 році посмертно присуджено премію ім. Ленінського комсомолу за книги віршів «Земля народжується у вогні» (рос. — «Земля рождается в огне») та «За тебе — в атаку!» (рос. — «За тебя — в атаку!»).

### Пісні на слова Олександра Стовби[2]
- Якщо замовкне співак (рос. — Если умолкнет певец). Музика В. Кукоби.
- Батьківщина (рос. — Родина). Музика В. Кукоби.
- Він якого кольору? (рос. — Он какого цвета?). Музика В. Донського.
- Земна куля (рос. — Шар земной). Музика В.  Кукоби.
- Мама. Музика В. Кукоби.
- Звичайний день війни (рос. — Обыкновенный день войны). Музика В. Кукоби.
- Лора, Лоріетта, Лоріентіна (рос. — Лора, Лориетта, Лориентина). Музика В. Кукоби.
- Ти пам'ятаєш друже? (рос.—Ты помнишь друг ?). Музика В. Кукоби.
- Часу пісок (рос. — Времени  песок).  Музика В. Кукоби.

## Вшанування пам'яті
- У Кам'янському відкрито пам'ятник поетові.
- Його іменем названо вулиці у містах Кам'янське та Жовті Води, середню загальноосвітню школу № 20 міста Кам'янського.
- Було знято документальний фільм, написано книжки, присвячено низку віршів.
- Серед літераторів Дніпропетровської області у 1990 — ті роки проводилася щорічна літературна премія імені О. Стовби.
- На честь поета названо дитячий оздоровчий табір «Аіст» (від скорочення підпису «А. І. Ст.» яким користувався Олександр Стовба) поблизу села Велика Гомільша Зміївського району Харківської області.
- У 1980—1990—х роках в поблизу Дніпродзержинська щорічно відбувалися багатоденні змагання зі спортивного орієнтування «АІСТ» пам'яті Олександра Стовби.